# Johannes Schiltberger
Johannes Schiltberger (* September (?) 1380 in Freising (oder München); † nach 1427; manchmal auch Johann, Hannes oder Hans Schiltberger) war ein aus der Gegend um Aichach stammender Teilnehmer am Kreuzzug von Nikopolis. Er verbrachte sechs Jahre in osmanischer Gefangenschaft, diente nach der Schlacht bei Ankara bis 1405 unter Timur und bis etwa 1417 unter seinen Nachfolgern im Heer. Die Jahre von 1417 bis 1422 verbrachte er im Gebiet der Goldenen Horde und erreichte auch Gebiete östlich des Urals und im Kaukasus. 1426 gelang ihm die Flucht und er kehrte 1427 nach Bayern zurück. Seine Erlebnisse schrieb er nach seiner Rückkehr aus über dreißigjähriger Gefangenschaft nieder.
Gelegentlich wird er als „deutscher Marco Polo“ bezeichnet. Sein Bericht ist nach seinem Tod, dessen Zeitpunkt nicht überliefert ist, mehrfach gedruckt worden und war im späten 15. und im 16. Jahrhundert weit verbreitet. Er enthält zahlreiche kulturelle Beobachtungen, die für die bereisten Regionen und die mitteleuropäische Wahrnehmung außereuropäischer Gebiete von großer Bedeutung wurden.

## Leben
Schiltberger entstammte möglicherweise einem bayerischen Adelsgeschlecht, das sich bis in das 11. Jahrhundert zurückverfolgen lässt, dem der Marschalken von Schiltberg. Die Stammburg wurde um 1450 nach ihrer Zerstörung 1422 geschleift. Der Familienzweig von Johannes hatte sich zur Zeit seiner Geburt bereits in München niedergelassen. Als vermutlich Zweit- oder Drittgeborener konnte er nicht mit einem reichlichen Erbe rechnen, so dass er sich als Knappe des Herrn Leonhard Reichartinger verdingte.
Im Alter von 15 Jahren zog Schiltberger als Knappe im Gefolge Reichartingers von München aus in den Krieg gegen die Osmanen. In der Schlacht bei Nikopolis, die das christliche Heer unter dem ungarischen König Sigismund am 28. September 1396 verlor, geriet Schiltberger in osmanische Gefangenschaft. Reichartinger kam ums Leben. Im Jahr darauf nahm Schiltberger zunächst als Fußsoldat, später als Kavallerist an den Feldzügen Sultan Bayezids I. teil.
In der Schlacht bei Ankara geriet Schiltberger 1402 zusammen mit Sultan Bayezid in mongolische Gefangenschaft. Er blieb bis 1405 im Gefolge Timur Lenks, wurde nach Timurs Tod dessen Sohn Schah-Ruch übergeben, sowie später dessen Bruder Miran Schah. Nachdem er Abu Bakr, dem Sohn Miran Schahs und Enkel Timurs, gedient hatte, gab dieser ihn vermutlich 1417 dem Kyptschak-Prinzen Čegre, der kurzzeitig Khan der Goldenen Horde war.
Nach dessen Tod gehörte Schiltberger zum Gefolge eines Prinzen Muhammad, doch floh er 1426 nach Konstantinopel. Von dort gelangte er 1427 in die bayrische Heimat zurück, wo er einem Gutsnachbarn, dem späteren Herzog Albrecht III., als Diener oder Kämmerer und Befehlshaber der Leibwache diente, wie Johannes Aventinus berichtet. Als der Herzog 1438 den Thron in München bestieg, blieb Schiltberger auf seinem Gut, wo er wohl zu einem nicht bekannten Zeitpunkt starb.
Nach den Angaben seines Reiseberichts hat Schiltberger alle Länder um das Schwarze Meer, Ägypten, Bagdad und Persien, das Gebiet von Herat bis Delhi, Samarqand, Sibirien und Konstantinopel gesehen. Seine Erlebnisse schrieb er in einem autobiographischen Bericht nieder. Er erschien ca. 1473 im Druck.

## Schiltbergers Bericht
Schiltbergers Bericht ist nicht als durchgehende Geschichte seines Lebens oder die seiner Gefangenschaft geschrieben. Stattdessen fügt er immer wieder umfangreiche Beschreibungen ein, die gelegentlich geradezu ethnologischen Charakter annehmen. Die Bezeichnungen der Länder und Städte, die er besuchte, wählte er nach „der sprachen der lant“, also nach den örtlichen Gebräuchen. Dennoch scheute er sich nicht, von anderen Autoren abzuschreiben, wie etwa von Jehan de Mandeville. Dies verheimlicht er keineswegs, sondern berichtet etwa, dass er das Katharinenkloster auf der Sinaihalbinsel gar nicht besucht habe, sondern auf andere Zeugen zurückgreifen musste.
Johannes Schiltberger erzählt zu Beginn seiner insgesamt 67 Kapitel zunächst in drei Kapiteln vom Aufbruch der Kreuzfahrer, die unter der Führung des ungarischen Königs und späteren Kaisers Sigmund standen. Das Kreuzfahrerheer fuhr demnach die Donau abwärts bis nach Bulgarien. Als es zur Schlacht mit den Türken kam, rettete Schiltberger seinem Herrn das Leben. Es folgt die Beschreibung der Niederlage in der Schlacht von Nikopolis, in der Reichartinger den Tod fand und Schiltberger in Gefangenschaft geriet. Das Vorpreschen der französischen Krieger unter Johann Ohnefurcht, dem Sohn des Herzogs von Burgund, hatte zur Niederlage geführt. Der siegreiche Sultan Bayezid, der angeblich 200.000 Mann anführte, ließ alle Gefangenen an Seilen vorführen, und ordnete ihre Hinrichtung an, nachdem er entdeckte, dass die Christen zuvor mehrere hundert türkische Gefangene hingerichtet hatten. Die Türken, die sich weigerten, ihre Gefangenen zu töten, wurden durch andere ersetzt.

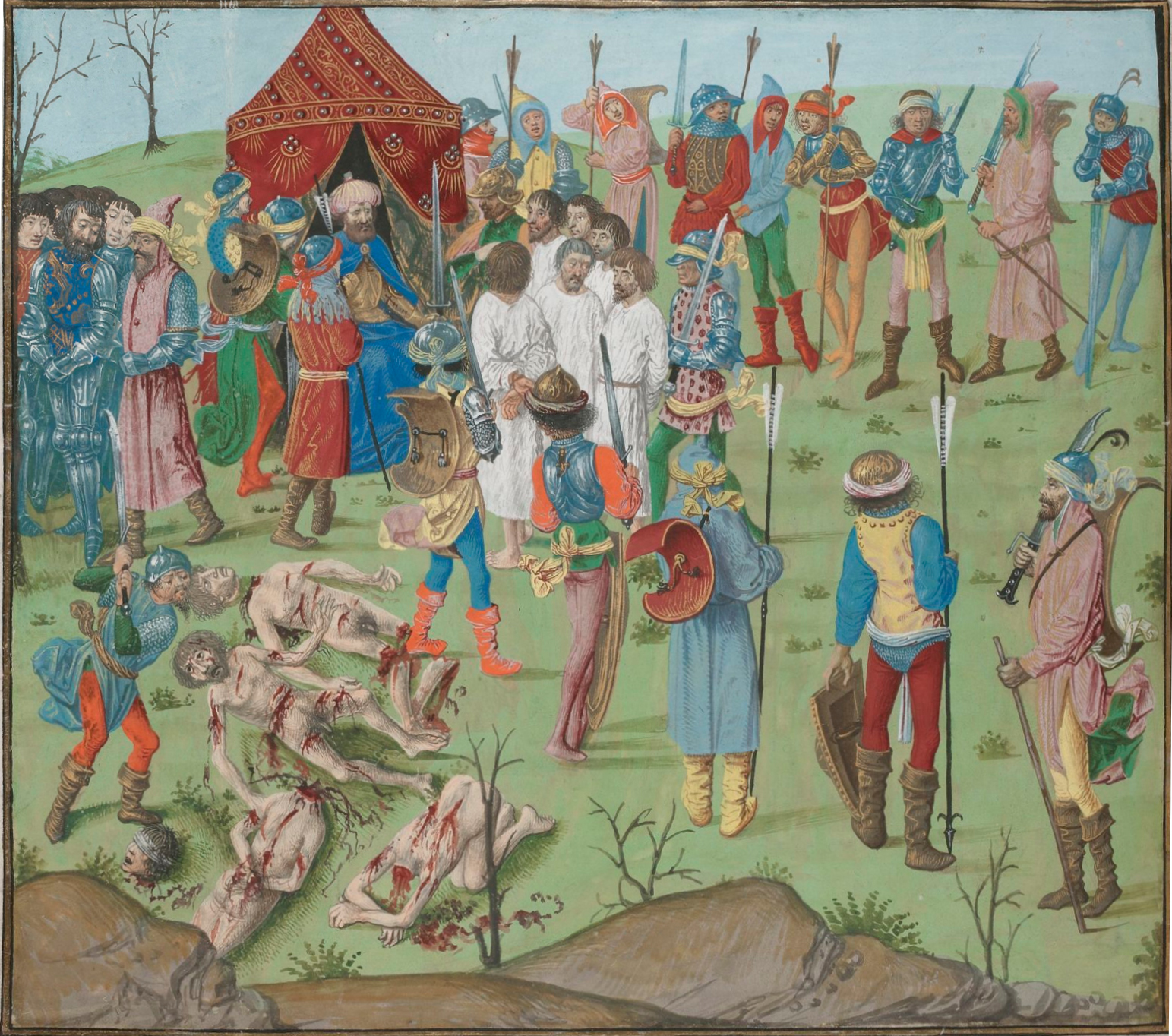
Rache an den Gefangenen der Schlacht bei Nikopolis, Jean Froissart, Chroniques, Brügge, Ms. 2646, Handschrift des Ludwig von Brügge, f. 255v, 170 × 200 mm, nach 1470

Der durch drei Wunden mit dem Tod ringende Schiltberger wurde durch den Sohn des Sultans gerettet, der ihn zu den jüngeren Gefangenen brachte, denn keiner der unter zwanzigjährigen Gefangenen sollte hingerichtet werden. Er selbst schreibt, er sei zu diesem Zeitpunkt „kaum XVI jar alt“ gewesen. Der Sultan ließ angeblich zehntausend köpfen, der Rest ging in Gefangenschaft. Schiltberger kam nach Adrianopel, von dem er – wie so oft übertreibend – berichtet, es habe 50.000 Häuser gehabt (ed. Neumann, S. 93). Von dort ging es 15 Tage später nach Gallipoli („kalipoli“). Dort wurden 300 Gefangene an Stricken in einen Turm geführt (56), wo die jungen Gefangenen insgesamt zwei Monate blieben. Als König Sigmund, der Verrat fürchtete, und daher den Weg durch die Walachei scheute (was Schiltberger verschweigt), dort vorbeifuhr, wurden sie ihm vorgeführt. Auch Johann Ohnefurcht war unter ihnen, der jedoch freigekauft wurde.
Schiltberger wurde den Gefangenen des Sultans, den er als „König“ bezeichnete, zugewiesen (54–56). Von dort zog er in die Hauptstadt Bursa („wursa“, angeblich 200.000 Häuser, 94), wo er aufgrund seiner drei Wunden erkrankte. Infolgedessen wurde er weder an einen ungarischen Gefolgsmann, noch an den „König von Babilonien“ – er nennt „wahdat“ (Bagdad) –, in die „Tartarei“ oder nach Großarmenien verschenkt, wie es anderen widerfuhr.
Stattdessen diente er zunächst als Fußläufer des Sultans, dessen Kriegszüge Schiltberger in Kapitel 4 bis 14 schildert. Dabei wechselt er weitgehend die Perspektive und berichtet nur noch selten in der Ich-Form. Später erhielt er ein Pferd und diente weitere sechs Jahre in der Kavallerie (hier ist Schiltbergers Erinnerung offenbar ungenau, denn er verdoppelt den Zeitraum von sechs auf zwölf Jahre). Darauf schildert er die Eroberung von Konya.
Zu einem nicht näher bestimmbaren Zeitpunkt fanden sich 60 Christen aus Bursa zusammen, wie Schiltberger in Kapitel 6 darlegt, vereidigten sich untereinander und wählten zwei Hauptleute, um einen Fluchtversuch zu unternehmen. Doch 500 Berittene stellten sie in einer Klus (61–63), wo ein türkischer Hauptmann ihnen schwor, ihnen das Leben zu retten, wenn sie sich kampflos ergeben. Sie willigten ein. Als die Gefangenen vor den Sultan geführt wurden, der sie hinrichten lassen wollte, ließ dieser sich durch den Kniefall des Hauptmanns davon überzeugen, dass sie niemandem Schaden zugefügt hatten. So wurden sie nicht hingerichtet, sondern einer harten Gefangenschaft unterworfen, bei der 12 Männer starben. Erneut erreichte der älteste Sohn des Sultans, Emir Süleyman, die Freilassung der Gefangenen. Er ließ sie Treue schwören, stattete sie erneut mit Pferden aus und erhöhte sogar ihren Sold (ed. Neumann, 61–63).
Nun zog Schiltberger mit Süleyman, dem ältesten Sohn Bayezids, nach Kayseri, aber statt Süleyman wurde sein Bruder Mehmed Herr der Stadt (1399–?). Schiltberger war bald einer von 20.000 Mann Hilfstruppen für den in Ägypten herrschenden Mamluken-Sultan, der sie gegen Aufständische einsetzte. Danach kehrte er aus Ägypten zu Bayezids Truppen zurück. Dieser besetzte nun Damaskus, das Timur untertan war, dann Sebast.
Diese Stadt hatte Timur nach 21 Tagen Belagerung mit angeblich einer Million Mann („zehen hundert tusend“) erobert, wobei er versprach, niemandes Blut zu vergießen, wie Schiltberger berichtet. Stattdessen ließ er die Verteidiger lebendig begraben, den Rest nahm er gefangen.

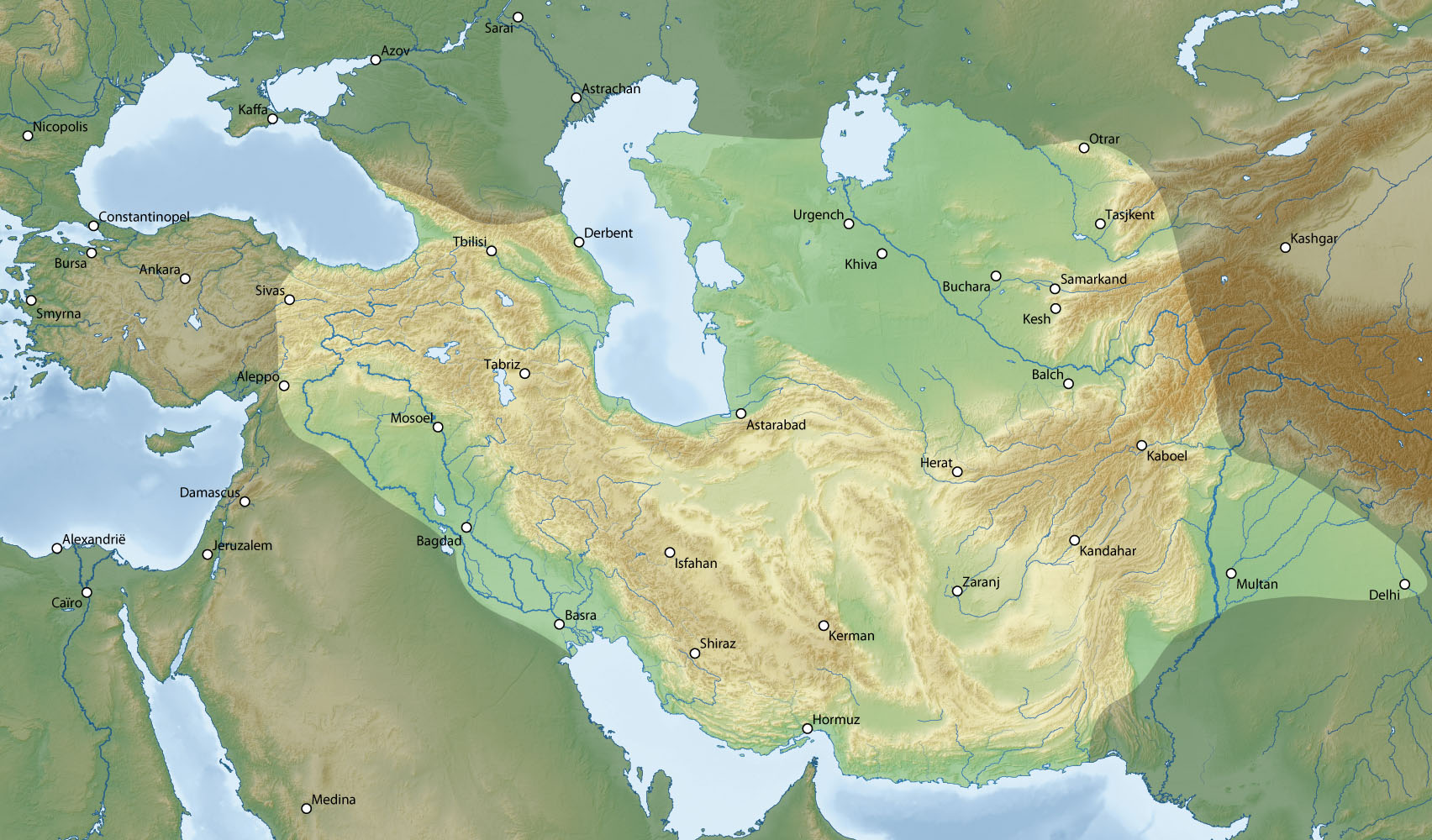
Reich Timurs 1405

Bayezid eroberte Armenien zurück, worauf Timur mit „sechtzehenhundert tusent mannen“ gegen Bayezid zog, der ihm am 20. Juli 1402 mit „vertzehenhunder tusent mannen“ bei Ankara gegenüberstand. Die osmanische Armee unterlag, Bayezid versuchte mit tausend Reitern zu fliehen, wurde jedoch gefangen genommen.
Schiltberger wurde ebenfalls gefangen genommen – hier schreibt er erstmals wieder in der Ich-Form – und berichtet in den Kapiteln 15 bis 21 von den Feldzügen und internen Auseinandersetzungen im Reich Timurs. Dieser und „XII hundert tusent man“ zogen gegen Aleppo (400.000 Häuser) und erstürmten die Stadt. Von dort ging es mit einer Million gegen „Babylon“ (Bagdad), doch zog Timur wegen übergroßer Hitze wieder ab. Bald ging es nach Indien, wo Timur Pferde und Kamele auf Bretter binden ließ, um sie von hohen Bergen ins Tal hinabzulassen. Timur stand ein indischer König mit 400 Kriegselefanten gegenüber, auf deren Rücken sich Türme mit je mindestens 10 Mann befanden (77). Timur ließ die Elefanten vertreiben, indem er 20.000 Kamelen Holz auflud und dieses in Brand steckte. Der indische König musste Tribut zahlen und 30.000 Mann Hilfstruppen stellen, die gegen Isfahan zogen.
Nach der Eroberung verrieten die Isfahaner Timur und machten seine 6.000 Mann Besatzung nieder. Timur kehrte zurück und verlangte die Auslieferung von 12.000 Bogenschützen. Er ließ ihnen allen die Daumen abschlagen und schickte sie zurück. Zusätzlich ließ er 7.000 Kinder von seinen Reitern, die sich zunächst weigerten, niederreiten und die Stadt abbrennen.
Nach 12 Jahren Abwesenheit kehrte Timur nach Samarkand zurück, dort starb er, nach Schiltberger, aus mehreren Gründen. Zum einen, weil er in seinem letzten, dem Chinakrieg erkrankte, dann, weil ihn die jüngste seiner drei Frauen betrogen hatte, und er sie hatte köpfen lassen, und schließlich, weil er von den Tributeintreibern betrogen worden war. Schiltberger war vom 20. Juli 1402 bis zum 17. Februar 1405 bei Timur, also bis zu seinem Tod.
Timur hinterließ zwei Söhne, „Schah Roch“ und Miran Schah, der erste erhielt Samarkand, der zweite Persien – seine Hauptstadt wurde Herat. Schiltberger kam zu Schāh Ruch, in sein Land Chorasan. Schāh Ruch besetzte Armenien und übergab es seinem Bruder, außerdem 20.000 Mann, unter ihnen Schiltberger. „Hie blieb der Schiltberger by des tümerlins sun miraschach.“ (84).
Ein Jahr später erlitt Miran in der Schlacht am Bergkarabach eine Niederlage und wurde hingerichtet, Schiltberger kam nun für vier Jahre (ca. 1406–1410?) zu Miran Schahs Sohn Abu Bekr.
An dessen Hof befand sich ein Prinz aus dem Reich der Goldenen Horde („uß der grossen Tartarien“) (86), der sein Erbe antreten wollte. Er bat Abu Bekr um freien Abzug und nahm 600 Pferde mit. Schiltberger war dabei. Sie zogen durch „Seidenland“, durch Georgien, durch ein weiteres Land, wo Seide wuchs, dann durch Schirwan, das Tücher für Kaffa lieferte, die dort verfeinert wurden. „Die syden bringt man och gen Venedig und gen Luckcha, da man die guten samat wirckt.“ Von dort zogen sie durch Schubram, dann Derbent (an der Grenze zwischen „Persia“ und „Tartaria“), dann nach Astrachan, das mitten in der Wolga (Edil) lag – dann zu den Wolgabulgaren. Deren christliche Priester leiteten „kürchen mit latin und singent und lesent ir gebet in tarterscher sprach“ – Schiltberger vermutet, damit die Leute dadurch, dass die Predigt in der Muttersprache erfolgte, stärker im Glauben waren.
Nun kam Schiltberger zu „Ebegu“ (Edigü, ca. 1395–1418 einer der mächtigsten Männer im Gebiet der Goldenen Horde), der sich anbot, dem Prinzen zum Thron zu verhelfen. Ebegu und Prinz „Zeggrai“ zogen erst einmal nach Sibirien – Schiltbergers Erwähnung dieses Namens ist die erste überhaupt – für zwei Monate: „In dem land ist ein pirg, das ist zwo end drissig tagweid lang. Es mahnen och die lut da selbs, das an dem end des pirgs ein wüst angee... Und in der selben wüst mug niemand wonung haben von gewürms wegen und tier. ... Die roß sind in der grösse als die esel....Es sind och in dem benanten land hund, die ziehen in karren und och in schlitten.“ Schiltberger meint, sie seien bekleidet und groß wie Esel. „Und in dem land essent sie die hund.“ Möglicherweise handelte es sich um christliche Ugrier, möglicherweise um Chanten oder Mansen, auf die Schiltberger traf. „Das alles hab ich gesehen und bin darby gewesen by des obgenannten kunigs sun zeggrai“, betonte Schiltberger seine Augenzeugenschaft (90).
„Danach kam der edigi und min herr der zeggra und vertriben den kunig. Und edigi macht minen herren zu künig, als er im versprochen hett. Der was uff nün monat künig.“ (1412-13?). Cegre wurde also für neun Monate Khan der Goldenen Horde, nachdem Edigi ihn auf den Thron gebracht hatte. Doch Schiltbergers neuer Herr wurde von einem „machmet“ vertrieben und floh nach Descht-i-Kiptschak (= „Steppe des hohlen Baumes“), zwischen Terek und dem Westufer des Kaspischen Meeres, das Schiltberger als „Weißes Meer“ bezeichnet. Bei weiteren Auseinandersetzungen kam Schiltbergers Herr ums Leben.
Schiltberger berichtet, wie während seiner Anwesenheit am Hofe Cegres eine Frau namens „saturmelikh“ in Begleitung von 4.000 bewaffneten Frauen an den Hof kam (91f.). Sie forderte Genugtuung für die Tötung ihres Mannes durch einen Tataren. Der Täter war Gefangener und musste vor ihr niederknien. Vor Schiltbergers Augen zog sie ein Schwert und enthauptete ihn. Danach verließ sie den Hof.
Schiltberger sah auf seiner Reise nicht nur Schlittenhunde, sondern auch Kamele und Giraffen in Indien („heissent Surnasa, das ist einem hirsen gelich, wann es ist ein hochs tier und hat einen langen hals, der ist vier claffter lang oder lenger. Und hat vornen hoch füß und hinden kurtz“). Von der Tartarei berichtet er, man esse dort Hirse, kein Brot und trinke keinen Wein, sondern Pferde- und Kamelmilch. Aber Fleisch „salzens am ersten und mainent dann es sy nit schad, wenn es würt von der werme des roß rucken und würt mar under dem sattel von dem roß, wann der safft daruß kompt. Das tund sie wenn sie nit zit die spis zu bereiten haben. Es ist och gewonheit wann ir küng ze morgens uff stat, So bringen sie im roßmilch in einer guldin schal die trinckt er nüchter“.(105) Die Tataren konservierten also ihr Fleisch, indem sie es unter den Sattel legten und dadurch auspressten. Außerdem wurde den Herrschern Pferdemilch in goldenen Schalen gereicht, die sie nüchtern tranken.

Von Kaffa berichtet er, die Stadt habe zwei Ringmauern gehabt und habe aus 17.000 Häusern bestanden. Von „starchus“ (Tscherkessien) berichtet er, dort wohnten 

„bas lüt, wann sie verkoffent ire aigne kinder den haiden und stelen andern lüten ire kind und verkoffens, und sind och roher uff den strassen und habent ein besondere sprauch. Sie habent och in gewonheit, wann einen das wetter ze tod schlecht, so legent sie in in ein truhen, und setzent in dorinne uff einen hohen bom. Dorunder kumpt dann das volk in der gegent und bringent ir essen und ir trincken mit in under den bom. Sie tanzen und habent ein grosse fröd dörwider. Sie stechen ochsen und lember und gebents durch gros willen. Das tund sie dry tag nach ein ander und wenn jars zit komen und die wil noch der tod uff dem bom ligt. So kommen sie hin wider und tund was sie geton habent, so lang bis der tot erfulet. Das tund sie dorumb, wann sie menent, er sy heillig, dorumb das in das wetter erslagen hat.“

 An solchen Stellen, wo es um die Schilderung unbekannter Sitten geht, wird Schiltberger gelegentlich recht genau, vor allem im Vergleich mit der lakonischen Sprache früherer Reisender. Vermutlich meinte er hier die aufwändigen Begräbnisrituale für jemanden, der vom Blitz erschlagen worden war.
Kairo hielt er für besonders groß, denn dort vermutete er 144.000 Häuser, doch, wie er zutreffend feststellte, konnten nur Sklaven, Mamelucken genannt, Sultane werden. Tatsächlich hatten die Militärsklaven der Mamluken, die auch in anderen islamischen Staaten dienten, seit 1250 die Herrschaft in Ägypten übernommen.
Konstantinopel schildert er besonders ausführlich als eine Stadt mit einer Mauer, die „fünffzehen hundert ture“ aufweist. Er schreibt: „Constantinopel heist die kriechen istimboli. Aber die türcken heissents stampol.“ Besonders beeindruckte ihn die Hagia Sophia (137) und die Erinnerung an die Belagerung von Konstantinopel, die 1394 begonnen und sieben Jahre gedauert hatte.
Von den Armeniern berichtet er, sie seien den „tütschen gar hold“ (den Deutschen sehr zugetan) und sie nannten die Deutschen „nymitsch“. Schiltberger unterschied dabei die drei Königreiche „Tifflis“, „syos“ (Sis) und „erfigau“ (Kleinarmenien).
Nach dem Ende Cegres kam Schiltberger zu „Manstzuch“, einem ehemaligen Berater („rauts herr“) des Toten (157). Sein neuer Herr floh seinerseits nach Tscherkessien, wo sich Schiltberger ein halbes Jahr lang aufhielt. Von dort zog er nach „magrill“ (Mingrelien) im Westen Georgiens.
Dort verabredete sich Schiltberger mit vier anderen Christen, die Flucht zu wagen, wie er in Kapitel 30 berichtet. Nach mehreren Tagen sahen sie eine „kocken“, einen genuesischen Kauffahrer, der sie mitnahm. Doch lauerten ihnen drei Tage später türkische Piraten auf, denen sie nach einer abenteuerlichen Flucht nach Konstantinopel entkamen.
Der byzantinische Kaiser ließ sie nach mehrmonatigem Aufenthalt in Konstantinopel in das Donaudelta, in ein Schloss namens Kilia bringen, von wo Schiltberger über Akkerman in der Walachei westwärts gelangte. In Lemberg („limburgh“) lag er drei Monate krank. Schließlich erreichte er nach 32-jähriger Abwesenheit über Eger und Regensburg sowie Landshut endlich seine Geburtsstadt Freising, „daby ich nach geporn bin“.
Danach folgt in der Schilderung das armenische und türkische Vaterunser.
Der Bericht ist also insgesamt so aufgebaut, dass die Gefangenschaft in den ersten 30 Kapiteln geschildert wird, dann folgt eine retrospektive Beschreibung der von ihm besuchten Orte in Kapitel 32 bis 38. Bis Kapitel 40 folgt Ägypten, das Heilige Land füllt die Kapitel 41–44, dann folgen Indien (45), Alexandria (46f.), schließlich umfängliche Erläuterungen zum Islam (48–59), schließlich Sprachen (60), Hochzeitsbräuche (61) und wiederum eine Landesbeschreibung, diesmal zu Armenien (62–66). Im letzten Kapitel berichtet Schiltberger von seiner Heimreise.

## Manuskripte und Editionen
Von Schiltbergers Reisebuch existieren einige vollständige und einige fragmentarische Handschriften; der Handschriftencensus führt neun Stücke auf.

### München-Nürnberg

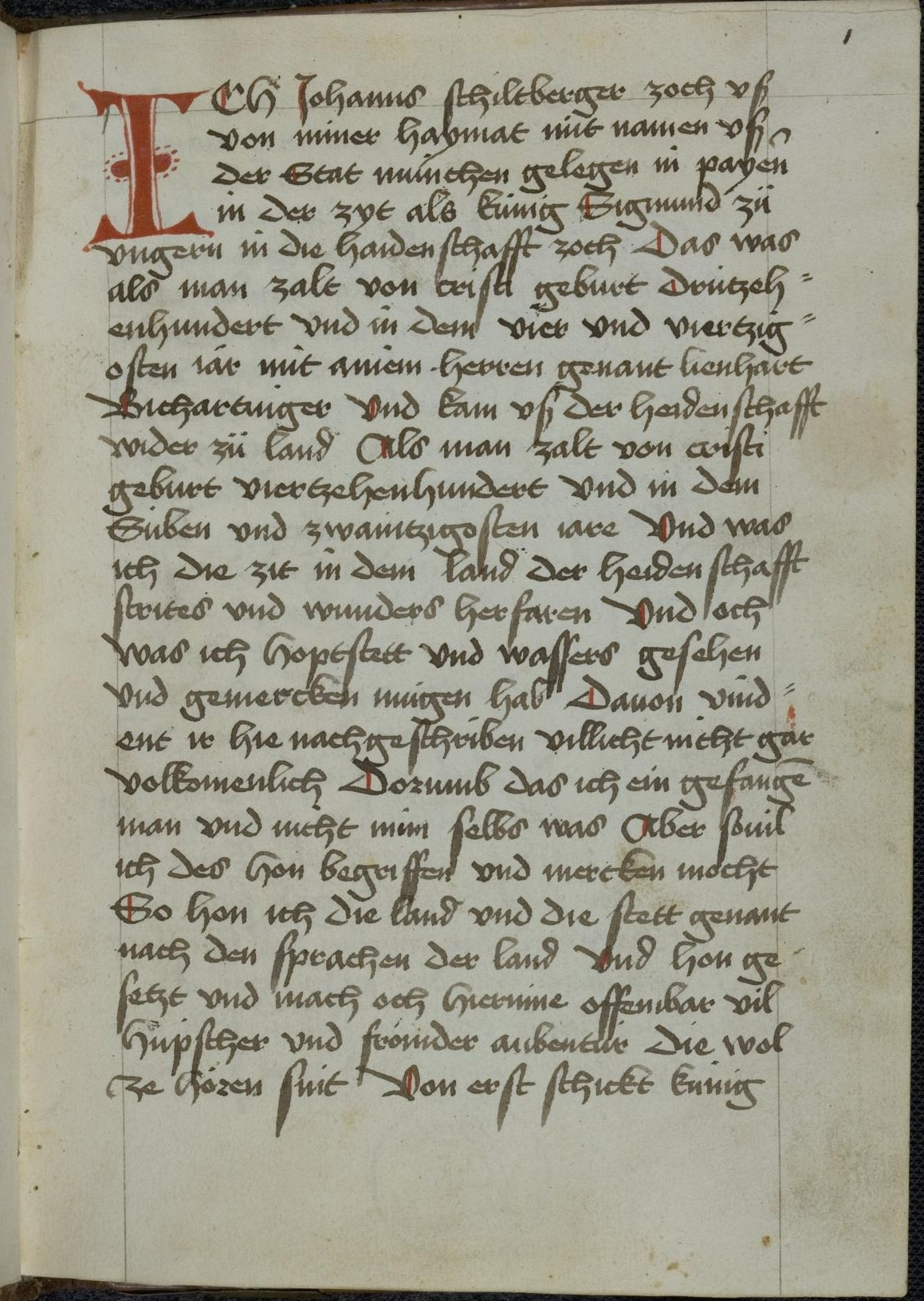
Erste Seite der Heidelberger Handschrift, um 1480.

Die Edition Langmantels fußt auf dieser Handschrift, ursprünglich aus Nürnberg, in München, Stadtbibliothek Monacensia Literaturarchiv, L 1603. Sie besteht aus 251 Blättern zu 272 × 190 mm, die aus fünf ursprünglich selbstständigen Reisebeschreibungen zusammengebunden worden sind. Die ff. 190r–249r enthalten Schiltbergers Schrift, hinzu kommen ff. 1r–59r Marco Polo: Reisen, ff. 62r–86r Johannes Hartlieb: Brandan, ff. 88r–166r Jean de Mandeville: Reisebeschreibung (deutsch von Michel Velser) und auf ff. 168r–186r Konrad Steckel: Übersetzung des China-Reiseberichts des Odorico de Pordenone.
Nach der Darstellung Neumanns wurde eine Handschrift, mutmaßlich diese Münchener Handschrift, von München nach Nürnberg geschickt, um eine Druckausgabe vorzubereiten. Dort verblieb sie in der Stadtbibliothek. 1488 oder kurz davor hatte sie ein Rentmeister namens Matthäus Bratzl erworben, der die Handschrift zusammen mit Schriften anderer Reisender, wie Brendan, Marco Polo, Mandeville und Ulrich von Friaul (Odorich von Portenau) einbinden und mit einer Karte versehen ließ. Diese Karte war allerdings 1778 nicht mehr vorhanden. Abraham Jakob Penzel lieh sich die Handschrift aus, um sie herauszugeben. Die Ausgabe erhielt den Titel Schiltberger’s aus München, von den Türken in der Schlacht von Nicopolis 1395 gefangen, in das Heidenthum geführt und 1427 wieder heimgekommen, Reise in den Orient und wunderbare Begebenheiten von ihm selbst geschrieben. Aus einer alten Handschrift, und herausgegeben von A. J. Penzel. Sie erschien 1813 und wiederum 1814 in München. Penzel verfuhr ausgesprochen willkürlich mit dem Text, den er nach alten Drucken in modernem Deutsch frei nacherzählte. Am 16. März 1819 verstarb Penzel in Jena, doch in seinem Nachlass tauchte das Manuskript nicht auf. Neumann bezeichnete die Handschrift 1859 als verschollen, allerdings trifft seine Beschreibung auf die oben genannte Münchner Handschrift (Stadtbibliothek, L 1603) zu.

### Heidelberg
Die Edition Neumanns basiert auf der sogenannten Heidelberger Handschrift. Diese Handschrift liegt in der Heidelberger Universitätsbibliothek.
Sie ist in niederalemannischem Dialekt verfasst, mit wenigen schwäbischen Einsprengseln. Die Handschrift umfasst 96 Blätter mit dem Format 160–165 × 105 mm, wobei 25 Zeilen pro Seite niedergeschrieben wurden. Die Abschrift erfolgte in einer Bastarda von einer Hand. Der braune Kalbledereinband über Holz trägt vorn eine vergoldete Platte mit einem Bildnis Kurfürst Ottheinrichs von der Pfalz in Kartusche. Bei der Restaurierung von 1962 fand man ein altes, papierenes Titelschild, das abgelöst wurde (Cod. Pal. germ. I).
Der Bibliothekstitel (von 1556/1559) des Werks lautete „Schiltberger von frembden landen“.
Das Jahr 1443 wurde lange und irrtümlicherweise für das Entstehungsjahr der Heidelberger Handschrift Cpg 216 gehalten. Sie entstand jedoch erst um 1480.

### Karlsruhe-Donaueschingen
Eine weitere Handschrift stammt aus der Fürstenberg-Bibliothek in Donaueschingen und liegt heute in der Badischen Landesbibliothek in Karlsruhe unter der Signatur Cod. Donaueschingen 481. Karl August Barack vermutete 1865, diese Handschrift sei zur gleichen Zeit, jedenfalls nicht später entstanden, als die Heidelberger Handschrift, die Neumann für seine Edition zu Grunde legte. Es handelt sich um eine 134 Quart-Blätter umfassende Papierhandschrift, die er „Johannes Schiltberger’s aus München Reisen in Europa, Asien und Afrika von 1394–1427“ betitelt. Der Holzdeckelband ist demnach mit Schafleder überzogen und trägt Buckel und Spangen aus Messing.

### Fragmente
Eine fragmentarisch erhaltene, aus der zweiten Hälfte des 15. Jahrhunderts stammende Handschrift befindet sich in St. Gallens Stiftsbibliothek, 628. Die gesamte Handschrift umfasst 940 Seiten, doch enthält sie neben Schiltbergers Werk (auf S. 918–940) die St. Galler Weltchronik (S. 3–796), St. Galler Cato (250f.), Johannes von Hildesheim: Historia trium regum (auf Deutsch) und Jean de Mandeville: Reisebeschreibung (deutsch von Otto von Diemeringen, S. 854–917).
In der Berliner Staatsbibliothek befindet sich ein weiteres Fragment (Staatsbibliothek, Fragm. 73), das aus dem 15. Jahrhundert stammt. Es umfasst 18 Blätter zu 250 × 180 mm. In Straßburg befindet sich ebenfalls ein Fragment in der National- und Universitätsbibliothek, ms. 2119. Die 299 Folia des Papiercodex zu 290 × 197 mm, die zweispaltig beschrieben sind, enthalten auf den ff. 280ra–291rb ein Fragment von Schiltbergers Schrift. Sie stammt ebenfalls aus der zweiten Hälfte des 15. Jahrhunderts.

### Gedruckte Auflagen
Die erste gedruckte Auflage erschien um 1460 in Augsburg, als Schiltberger bereits verstorben war. Bis um 1500 erschienen vier weitere Auflagen, etwa von Anton Sorg um 1478, im 16. Jahrhundert folgten weitere sechs. Eine von ihnen, erschienen in Nürnberg um 1550, liegt in der Badischen Landesbibliothek unter dem Titel Ein wunderbarliche unnd kürtzweylige Histori, wie Schildtberger, einer auß der Stat München in Bayern, von den Türcken gefangen, in die Heydenschafft gefüret unnd wider heymkommen.

### Editionen sowie Faksimile- und Volksausgaben
Eher wissenschaftlichen Ansprüchen genügende Ausgaben brachten Neumann 1859 in München nach dem Heidelberger Manuskript, eine russische Übersetzung Philipp Bruun 1866 in Odessa auf der gleichen Textgrundlage, eine englische Übersetzung Buchan Telfer 1879 in London und eine neue Ausgabe Langmantel in Tübingen 1885 heraus. Die Ausgabe von Neumann basiert auf der Heidelberger Handschrift Cpg 216, die von Langmantel auf der vormals Nürnberger, heute Münchner Handschrift (Stadtbibliothek, L 1603).
Im Insel Verlag erschien 1917 als Insel-Buch 219/1 eine gekürzte Ausgabe (Volksbuch) der Edition von Langmantel ohne kritischen Apparat, in der zudem auf legendenhafte Abschnitte, vor allem aber auf geographische und historische Passagen verzichtet wurde, „insoweit sie nicht auch den naiven Leser anzuziehen vermögen“ (S. 77). Einen Faksimiledruck edierte dann der Verlag Pressler 1969. Eine türkische Ausgabe kam 1997 heraus.

## Lokale Nachwirkungen

Wappen der Gemeinde Schiltberg

1878 erhielten die Nachkommen Schiltbergers die Berechtigung, wieder den Titel „Marschalk von Schiltberg“ zu führen. 1952 erschien im Bayerischen Rundfunk ein Feature von Hubertus Prolongarus-Crevenna unter dem Titel Hans Schiltberger fährt in die Heidenschaft. Im nächsten Jahr entwickelte der Heimatdichter Georg Eberl (1893–1975) die Idee, das Leben des „Hans von Schiltberg“ auf einer Freilichtbühne in Schiltberg aufzuführen. 1977 bis 1980 errichtete ein Theaterverein eine neue Freilichtbühne, die als „Literaturtheater“ fungiert.
Dem Siegel der Marschalken entnahm die heutige Gemeinde Schiltberg 1970 die drei Rauten und fügte sie in ihr Stadtwappen ein.

## Editionen
- A. J. Penzel (Hrsg.): Schiltberger’s aus München von den Türken in der Schlacht von Nicopolis 1395 gefangen, in das Heidenthum geführt, und 1427 wieder heimgekommen, Reise in den Orient und wunderbare Begebenheiten, Verlag M. J. Stöger, München 1813 (Digitalisat).
- A. J. Penzel (Hrsg.): Schiltberger’s aus München von den Türken in der Schlacht von Nicopolis 1395 gefangen, in das Heidenthum geführt, und 1427 wieder heimgekommen, Reise in den Orient und wunderbare Begebenheiten, Verlag E. A. Fleischmann, München 1814 (Digitalisat).
- Karl Friedrich Neumann (Hrsg.): Reisen des Johannes Schiltberger aus München in Europa, Asia und Afrika von 1394 bis 1427, München 1859 (digital; Nachdruck 1976; nach der Heidelberger Handschrift).
- John Buchan Telfer (Übers.): The bondage and travels of Johann Schiltberger, a Native of Bavaria, in Europa, Asia, and Africa, 1396–1427. Translated from the Heidelberg MS. edited in 1859 by Professor Karl Friedrich Neumann by J. Buchan Telfer. With notes by professor P. Bruun of the imperal university at Odessa, London 1879 (digital).
- Valentin Langmantel: Hans Schiltbergers Reisebuch nach der Nürnberger Handschrift, Tübingen 1885 (digital, Wikisource)